# Portalegre
Portalegre (IPA [puɾtɐ'lɛgɾ(ɨ)]) ist eine Stadt (Cidade) in Portugal mit 24.973 Einwohnern (Stand 19. April 2021) und Kreisstadt des gleichnamigen Kreises (Concelho).
Die Stadt ist Hauptstadt des Verwaltungsdistriktes Portalegre und Sitz des Bistums Portalegre-Castelo Branco.
Portalegre liegt im Naturpark Serra de São Mamede und ist insbesondere für seine Teppichkunstwerke bekannt, die in alle Welt exportiert werden.

## Geschichte
Eine Vielzahl Funde, insbesondere bearbeitete Steine aus der Altsteinzeit und jungsteinzeitliche Grabmäler, belegt eine vorgeschichtliche Besiedlung. Lange wurde vermutet, das heutige Portalegre ginge auf die römische Stadt Ammaia zurück, doch ist seit dem Anfang der 1930er Jahre durch den Fund einer römischen Inschrift klar, dass Ammaia der Ursprungsort des heutigen Aramenha im Kreis Marvão ist. Somit ist davon auszugehen, dass der heutige Ort erst im Mittelalter entstanden ist.
Erstmals erwähnt wurde Portalegre 1229, als eine Gemeinde des Kreises Marvão. 1253 wurde es bereits als Sitz eines eigenen Kreises geführt, und 1259 erhielt es erste Stadtrechte durch König D.Afonso III. König D.Dinis erweiterte 1290 die früheren Befestigungen des Ortes beträchtlich, im Zusammenhang mit der Auseinandersetzung mit seinem Bruder.
In der Revolution von 1383 stellte sich der Statthalter von Portalegre, D.Pedro, auf die Seite Kastiliens. Die Bevölkerung stand jedoch auf Seiten der portugiesischen Unabhängigkeitsbewegung und vertrieb D.Pedro, der nach Crato fliehen musste, und dann an der Schlacht von Aljubarrota am 14. August 1385 auf Seiten Kastiliens teilnahm, wo er den Tod fand.
Am 21. August 1549 wurde Portalegre Bischofssitz, und am 23. Mai 1550 erhob König D.João III. den Ort zur Stadt (Cidade). Portalegre gehörte zu den bedeutendsten Tuchproduktionsstätten im Land, zusammen mit Estremoz und Covilhã, wozu auch in Portalegre die ursprünglich jüdische Gemeinde des Ortes beitrug, die in Portugal besonderen Steuern unterlagen und damit Bedeutung für die Staatsfinanzen hatten.
Im Zuge der merkantilistischen Politik des Premierministers Sebastião José de Carvalho e Melo, der ab 1769 den Adelstitel „Marquês de Pombal“ führte, wurde im 18. Jahrhundert in einem ehemaligen Jesuitenkloster eine Textilwerkstatt gegründet, die dem Ort als Textilstandort weiter Auftrieb gab. Dort befindet sich heute eine Gobelinmanufaktur (Manufactura de Tapeçarias).
Während der Liberalen Revolution 1822 stand Portalegre überwiegend auf Seiten der Liberalen. Als die neue liberale Regierung 1835 im Zuge ihrer Verwaltungsreformen die Distrikte in Portugal schuf, wurde neben Évora nicht das historisch bedeutendere, in der Revolution jedoch auf Seiten der Absolutisten gestandene Elvas Hauptstadt eines Distriktes, sondern Portalegre.
Die Ankunft des englischen Industriellen George Robinson, der 1848 hier eine Fabrik zur Weiterverarbeitung von Kork gründete, und die Entwicklung einer eigenen Webtechnik in Portalegre 1940, mit der folgenden Einrichtung der erwähnten Teppichmanufaktur Manufactura de Tapeçaria 1947 trugen zur anhaltenden Bedeutung der Stadt im strukturschwachen oberen Alentejo bei.

## Kultur und Sehenswürdigkeiten

### Denkmalgeschützte Orte

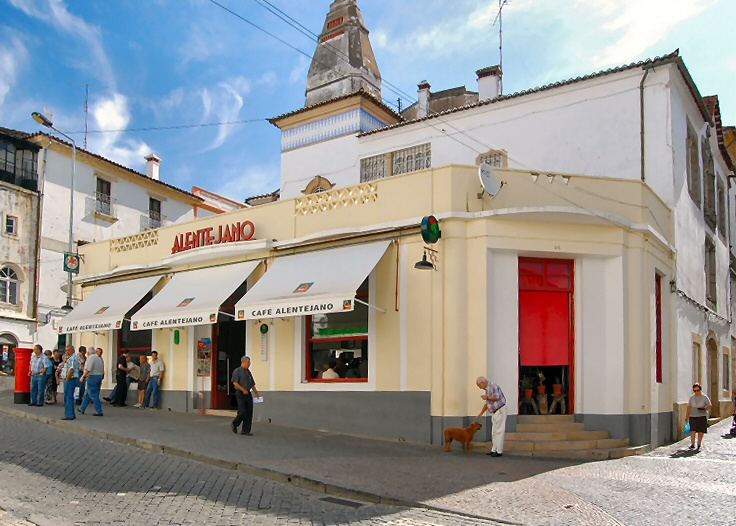
Das denkmalgeschützte historische Café Alentejano

Im Kreis sind zahlreiche archäologische Ausgrabungen und Funde zu sehen. Neben altsteinzeitlichen Fundorten sind eine Reihe jungsteinzeitlicher Grabstätten (port.: Antas) zu sehen, darunter die Anta do Tapadão und andere Megalithanlagen.
Eine Vielzahl Bürgerhäuser aus dem 16. und 17. Jahrhundert zeugt vom Wohlstand, den die Wollverarbeitung, Gobelinmanufaktur und Seidenweberei hier einst ermöglichte.  Zu den 228 offiziellen Baudenkmälern zählen zudem u. a. modernistische öffentliche und private Gebäude, Brunnenanlagen, Herrenhäuser, Gärten, und Sakralbauten verschiedener Epochen, darunter die dreischiffige manieristische Kathedrale aus dem 16. Jahrhundert, mit sehenswerten Azulejo-Sakristeien, Rocailleschnitzereien, manieristischen Altarretabeln, und einer Vielzahl manieristischer Malereien.

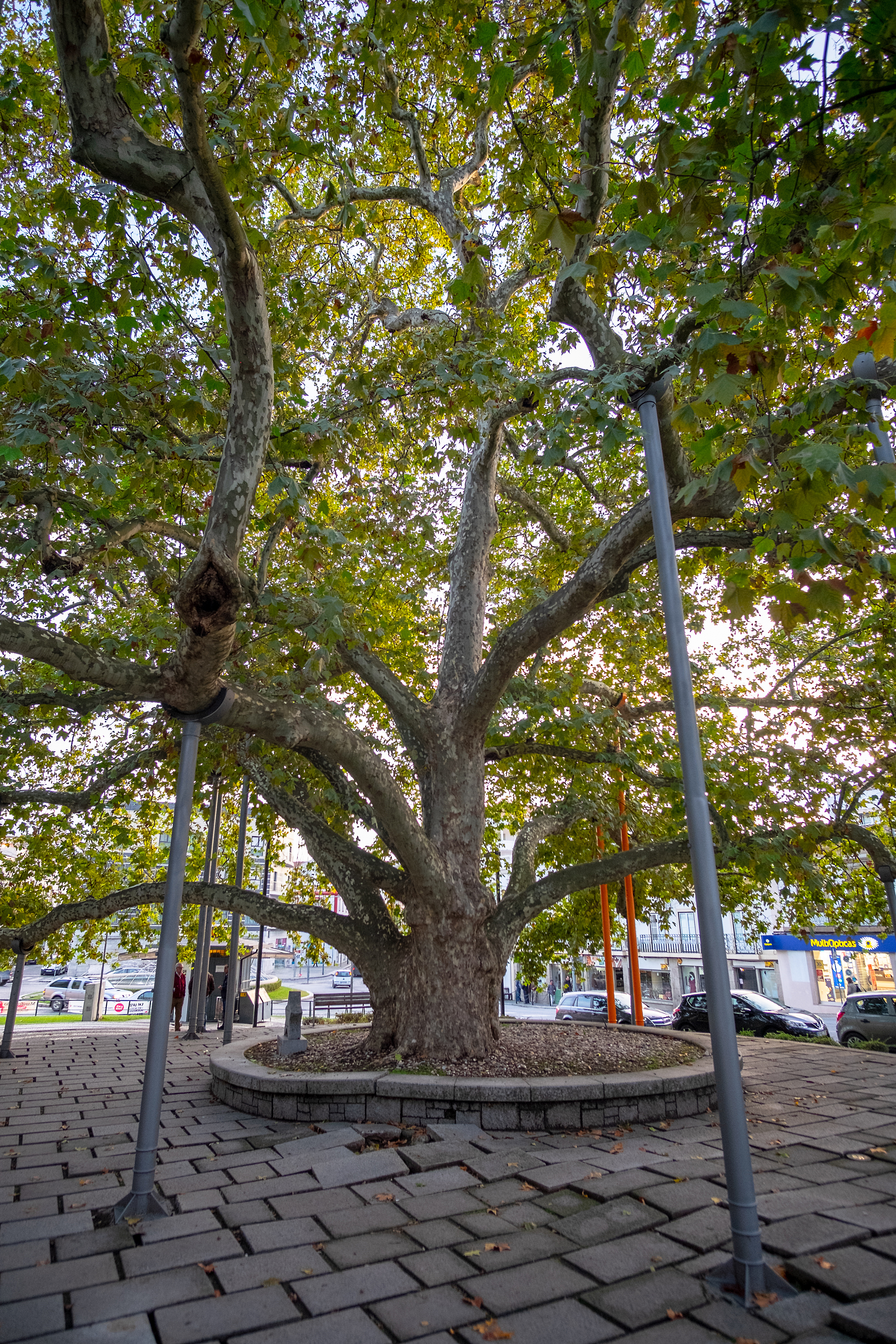
Platane von Rossio

Der 1838 gepflanzte Baum Plátano de Portalegre gilt als Baum mit der größten Baumkrone der Iberischen Halbinsel. Die Platane (auch Plátano de Rossio genannt) ⊙ befindet sich in einem kleinen innerstädtischen Park, der zusammen mit dem geschützten Baum unter Denkmalschutz steht. Er nahm 2021 als Vertreter Portugals am Wettbewerb „Europäischer Baum des Jahres“ teil.
Der historische Ortskern steht zudem als Einheit unter Denkmalschutz. Zu den markantesten Orten gehören dabei u. a. die zentralen Plätze Praça do Rossio und Praça do Município sowie das Rathaus (Câmara Municipal) aus dem 18. Jahrhundert. Die von der mittelalterlichen Stadtmauer umgebene Altstadt ist teilweise verkehrsberuhigt und wirkt angenehm entspannt.

### Museen
- Das Stadtmuseum Museu Municipal zeigt, neben stadtrelevanten Exponaten, Sakralkunst, Fayencen und Azulejos, Möbel, und zeitgenössische portugiesische Malerei. Auch zwei kuriose Sammlungen gehören dazu: zum einen etwa 700 Exponate von Darstellungen des Antonius von Padua, der hierzulande als Santo António de Lisboa oder nur Santa António verehrt wird, und zum anderen eine Sammlung von Schnupftabakdosen.
- Das Museu José Régio widmet sich dem Leben und Werk des Schriftstellers José Régio, und es zeigt dessen ethnografische Sammlung. Es ist in dem Haus untergebracht, in dem Régio 34 Jahre lang als Gymnasiallehrer in Portalegre lebte. Auch eine Sammlung religiöse Skulpturen ist hier zu sehen.
- Im Museu de Tapeçarias de Portalegre Guy Fino werden im Erdgeschoss Dauerausstellungen zur Tradition der Wollteppichherstellung in Portalegre gezeigt, während im Obergeschoss die chronologische Entwicklung der Teppichkunst bis zu den zeitgenössischen Wollkunstwerken mit Exponaten dargestellt wird. Unter den ausgestellten Künstlern sind Le Corbusier, Almada Negreiros, Jean Lurçat, Eduardo Nery, Júlio Pomar, u. a. Seinen Namen erhielt das Museum, das übersetzt etwa Portalegrisches Teppichmuseum Guy Fino heißt, in Anerkennung des großen Engagements, mit dem der französische Teppichproduzent Guy Fino, der sich hier ab Mitte der 1940er Jahre niederließ, zur Verbreitung und Weiterentwicklung der besonderen Teppichknüpftechnik beitrug, die Manuel do Carmo Peixeiro 1940 in Portalegre entwickelt hatte.[13][14]

## Verwaltung

### Kreis
Portalegre ist Verwaltungssitz eines gleichnamigen Kreises, der im Osten an Spanien grenzt. Die Nachbarkreise sind (im Uhrzeigersinn im Norden beginnend): Castelo de Vide, Marvão, Arronches, Monforte sowie Crato.

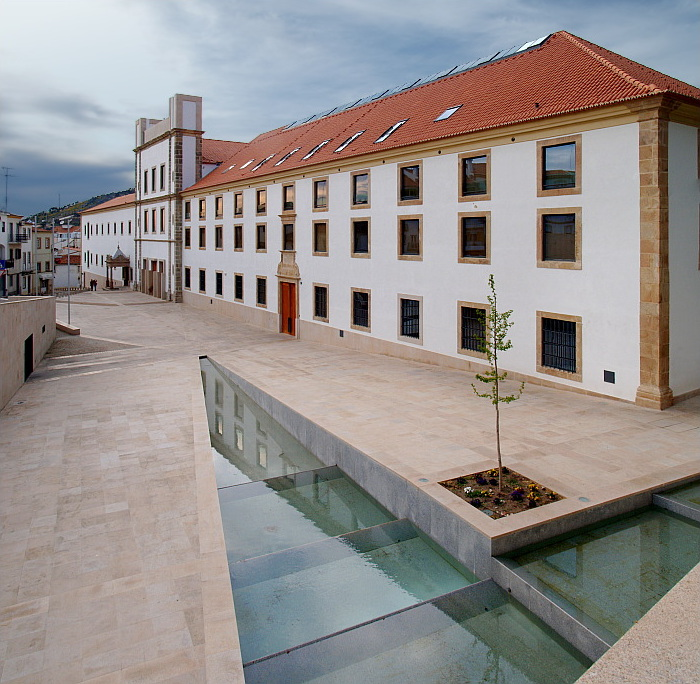
Das Rathaus (Câmara Municipal) von Portalegre

Mit der Gebietsreform im September 2013 wurden mehrere Gemeinden zu neuen Gemeinden zusammengefasst, sodass sich die Zahl der Gemeinden von zuvor zehn auf sieben verringerte.
Die folgenden Gemeinden (Freguesias) liegen im Kreis Portalegre:

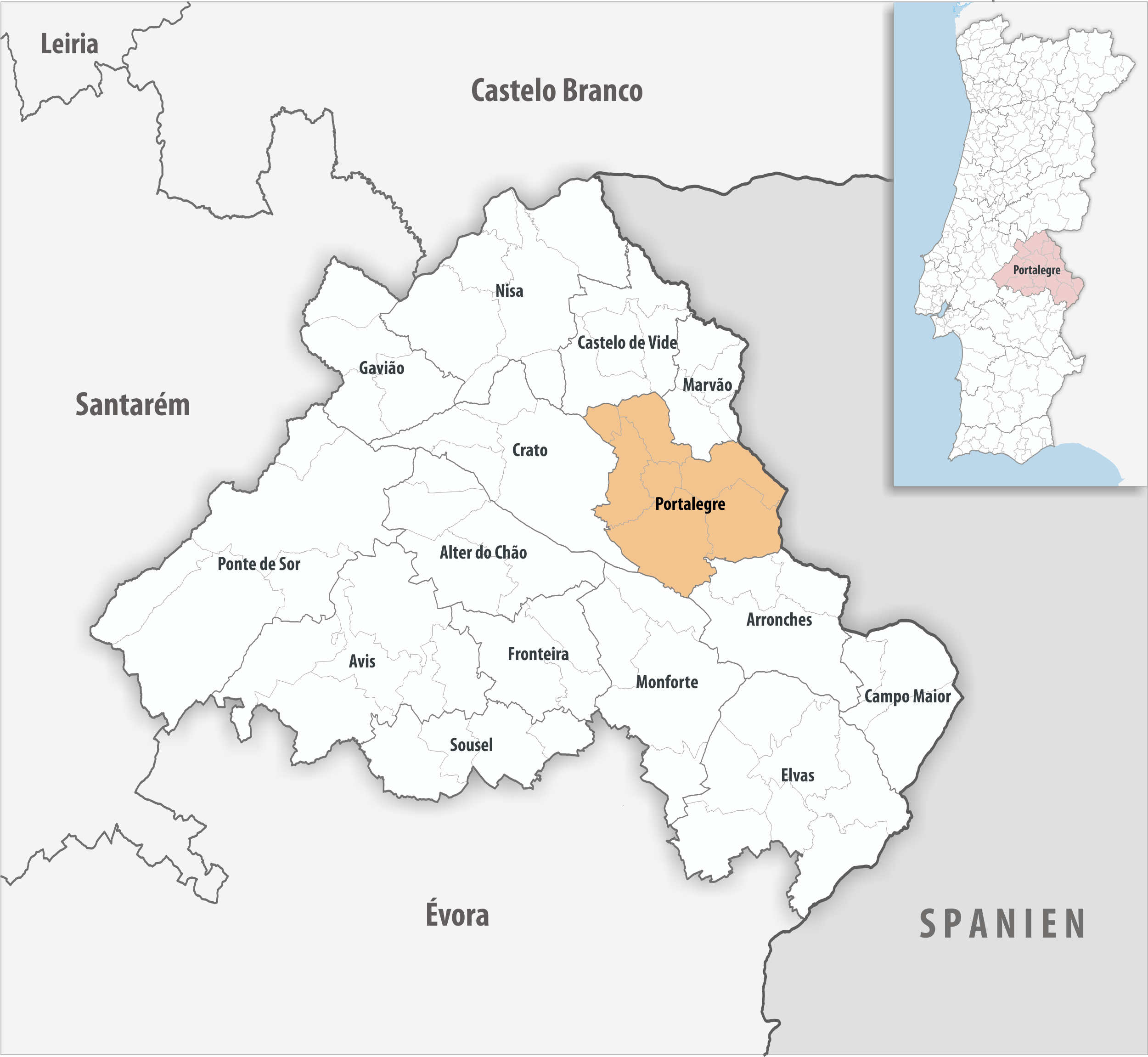
Kreis Portalegre

| Gemeinde                    | Einwohner (2021) | Fläche km² | Dichte Einw./km² | LAU- Code |
| --------------------------- | ---------------- | ---------- | ---------------- | --------- |
| Alagoa                      | 543              | 18,16      | 30               | 121401    |
| Alegrete                    | 1.414            | 86,92      | 16               | 121402    |
| Fortios                     | 1.785            | 65,85      | 27               | 121404    |
| Reguengo e São Julião       | 849              | 72,19      | 12               | 121412    |
| Ribeira de Nisa e Carreiras | 1.731            | 50,43      | 34               | 121413    |
| Sé e São Lourenço           | 14.317           | 23,61      | 606              | 121411    |
| Urra                        | 1.701            | 129,98     | 13               | 121410    |
| Kreis Portalegre            | 22.340           | 447,14     | 50               | 1214      |

### Bevölkerungsentwicklung
| Einwohnerzahl im Kreis Portalegre (1801–2011) | Einwohnerzahl im Kreis Portalegre (1801–2011) | Einwohnerzahl im Kreis Portalegre (1801–2011) | Einwohnerzahl im Kreis Portalegre (1801–2011) | Einwohnerzahl im Kreis Portalegre (1801–2011) | Einwohnerzahl im Kreis Portalegre (1801–2011) | Einwohnerzahl im Kreis Portalegre (1801–2011) | Einwohnerzahl im Kreis Portalegre (1801–2011) | Einwohnerzahl im Kreis Portalegre (1801–2011) | Einwohnerzahl im Kreis Portalegre (1801–2011) | Einwohnerzahl im Kreis Portalegre (1801–2011) |
| --------------------------------------------- | --------------------------------------------- | --------------------------------------------- | --------------------------------------------- | --------------------------------------------- | --------------------------------------------- | --------------------------------------------- | --------------------------------------------- | --------------------------------------------- | --------------------------------------------- | --------------------------------------------- |
| 1801                                          | 1849                                          | 1900                                          | 1930                                          | 1960                                          | 1981                                          | 1991                                          | 2001                                          | 2004                                          | 2011                                          |                                               |
| 9852                                          | 9877                                          | 18.711                                        | 23.922                                        | 28.384                                        | 27.313                                        | 26.111                                        | 25.980                                        | 24.756                                        | 24.930                                        |                                               |

### Kommunaler Feiertag
- 23. Mai

### Städtepartnerschaften
- Portugal: Vila do Conde (seit 1994)
- Kap Verde: São Vicente (seit 1997)
- Marokko: Salé (seit 1997)
- Brasilien: Portalegre, Bundesstaat Rio Grande do Norte (seit 2004)
- Spanien: Cáceres (seit 2005)[16]

## Klima
|                       | Jan   | Feb  | Mär  | Apr  | Mai  | Jun  | Jul  | Aug  | Sep  | Okt  | Nov   | Dez  |   |       |
| Mittl. Tagesmax. (°C) | 11,6  | 12,9 | 16,3 | 17,3 | 21   | 26,8 | 30,5 | 30,5 | 26,6 | 20,2 | 14,9  | 12,1 | ⌀ | 20,1  |
| Mittl. Tagesmin. (°C) | 5,7   | 6,2  | 8,2  | 8,6  | 11,3 | 15,3 | 17,4 | 17,7 | 16,2 | 12,8 | 9,1   | 6,7  | ⌀ | 11,3  |
|                       |       |      |      |      |      |      |      |      |      |      |       |      |   |       |
| Niederschlag (mm)     | 109,6 | 95,5 | 63,3 | 78,4 | 67,5 | 31,6 | 7,5  | 8,5  | 42,1 | 97,5 | 114,9 | 136  | Σ | 852,4 |

| 5,7 |

| 6,2 |

| 8,2 |

| 8,6 |

| 11,3 |

| 15,3 |

| 17,4 |

| 17,7 |

| 16,2 |

| 12,8 |

| 9,1 |

| 6,7 |

| 5,7 |

| 6,2 |

| 8,2 |

| 8,6 |

| 11,3 |

| 15,3 |

| 17,4 |

| 17,7 |

| 16,2 |

| 12,8 |

| 9,1 |

| 6,7 |

## Wirtschaft
Die Textilindustrie gilt traditionell als der wichtigste Industriezweig der Stadt, insbesondere die Verarbeitung von Wolle, die Herstellung synthetischer Fasern und die Teppichproduktion. Daneben ist die Korkverarbeitung, und da besonders die Herstellung von Korken zu nennen, zudem sind u. a. Blechschmieden und Abfüllbetriebe für Erfrischungsgetränke hier ansässig.
Als Distrikthauptstadt und Sitz eines Kreises ist Portalegre eine relativ bedeutende Verwaltungsstadt, als regionales Oberzentrum hat zudem der Handel hier Bedeutung.
Die Landwirtschaft ist im Kreis traditionell ein wichtiger wirtschaftlicher Faktor. Die Produktion von Getreide (Weizen, Mais, Gerste, Roggen), Kork, Olivenöl, Esskastanien und Wein sind dabei die bedeutendsten Güter des Kreises, daneben sind Forstwirtschaft und etwas Viehzucht zu nennen.

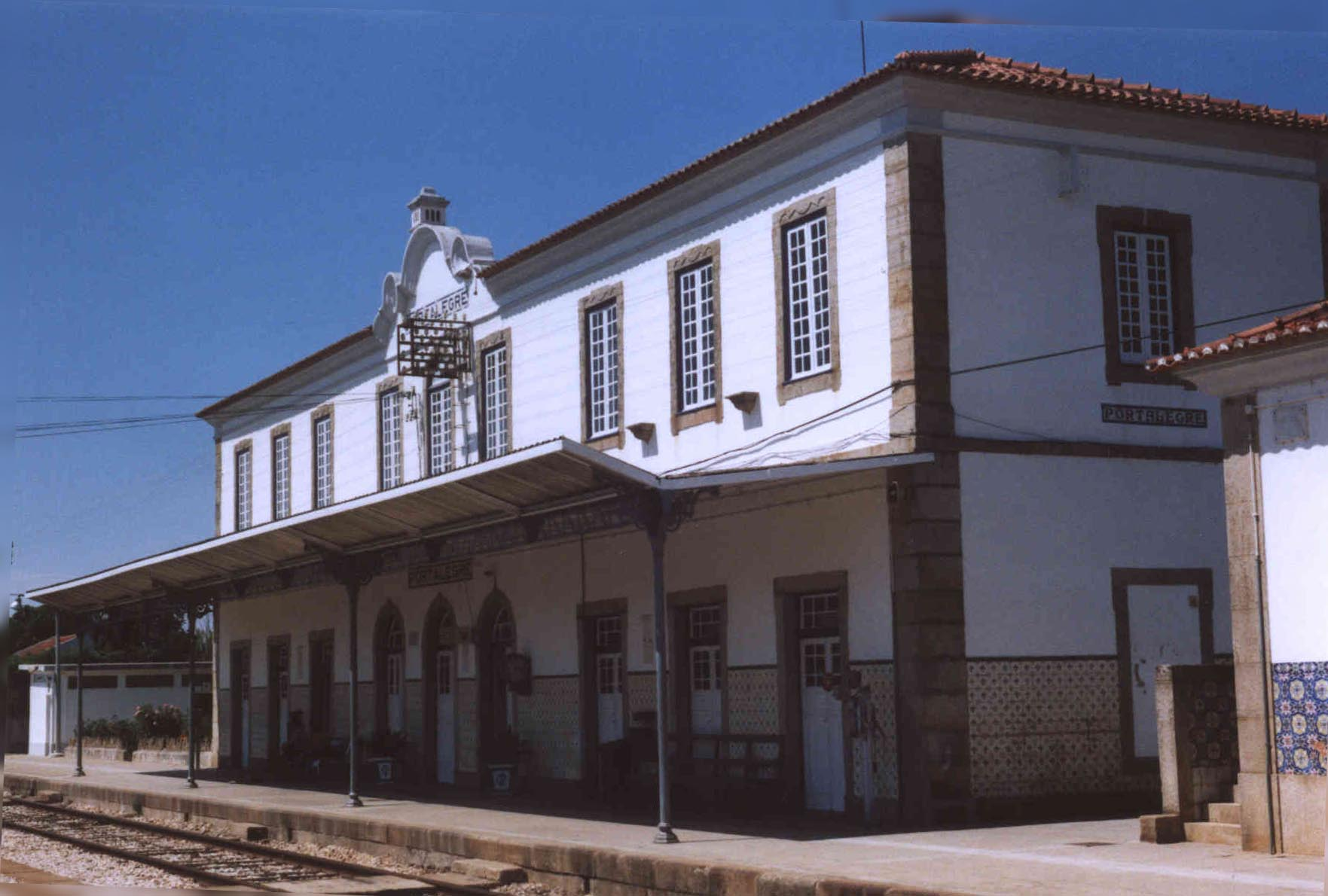
Der Bahnhof von Portalegre

## Verkehr

### Fernverkehr
Der Bahnhof Portalegre liegt zehn Kilometer außerhalb der Stadt an der Linha do Leste. Personenverkehr gibt es auf der Linie wieder seit 2019, befahren wird die Linie seit 2022 von zwei Zugpaaren täglich, Anschluss besteht mit einem Bus in die Innenstadt. Die in Portalegre abzweigende Nebenbahn Ramal de Portalegre nach Estremoz wurde 1990 stillgelegt.
Die Stadt liegt an der IP2 (hier auch Europastraße 802), die 50 km nördlich zur Autobahn A23 und 64 km südlich zur A6 führt.
Portalegre ist in das landesweite Busnetz der Rede Expressos eingebunden.

### Nahverkehr
Der Öffentliche Personennahverkehr wird in der Stadt und im Kreis durch Buslinien der zum Barraqueiro-Konzern gehörenden Rodoviára do Alentejo sichergestellt.

## Sport
Mit Estrela Portalegre und CD Portalegrense spielten zwei Fußballmannschaften aus der Stadt zeitweise in der zweithöchsten Spielklasse Portugals, sind aber mittlerweile nur noch im regionalen Amateurbereich vertreten. Die beiden Klubs waren zudem zu ihren Spitzenzeiten regelmäßig Teilnehmer am Taça de Portugal, für den sie sich in jüngerer Vergangenheit nur noch vereinzelt qualifiziert haben.

## Söhne und Töchter der Stadt

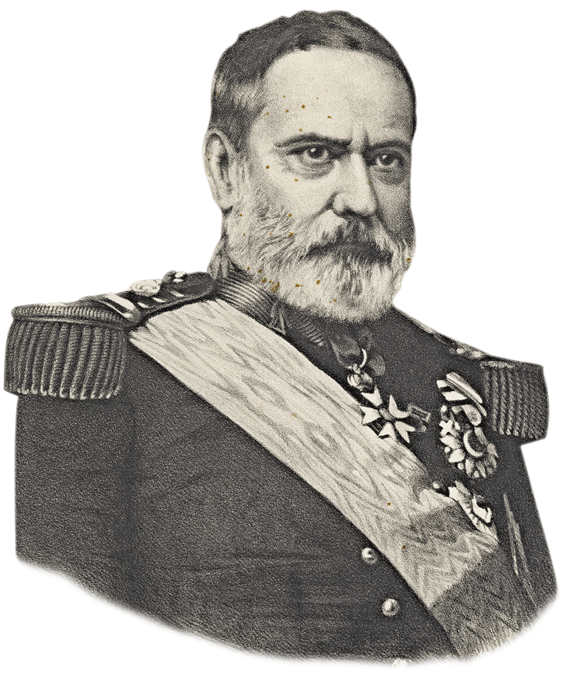
Filipe Folque

- Cristovão Falcão (um 1515/1518–1553/1557), Dichter
- Estêvão dos Santos Carneiro de Morais (1620–1672), Bischof von Salvador da Bahia
- Francisco José da Costa e Amaral (1798–1862), Jurist und Politiker
- Filipe Folque (1800–1874), General, Mathematiker und Hochschullehrer
- Augusto Eduardo Nunes (1849–1920), Erzbischof von Évora
- Emílio Fragoso (1859–1930), Pharmazeut
- Benvindo António Ceia (1870–1941), Maler
- Luísa Emília Seixo Robertes (1874–1958), Pädagogin und Frauenrechtlerin
- Luísa Susana Grande de Freitas Lomelino (1875–1935), Schriftstellerin
- José Antonio Duro (1875–1899), Schriftsteller
- José António de Andrade Sequeira (1876–1952), Politiker
- Carlos Alberto Nunes de Velez Juzarte Rolo (1884–1949), adliger Jurist und Politiker
- Orlando Neves (1935–2005), Romanautor, Lyriker, Bühnenautor und Übersetzer
- Artur Ramadas (* 1935), Filmregisseur
- Joaquim Miranda (1950–2006), Politiker
- João Luís Carrilho da Graça (* 1952), Architekt
- Jorge Lacão (* 1954 in Alagoa), Jurist und sozialistischer Politiker, Minister
- Ricardo Serrão Santos (* 1954), Meeresbiologe, seit Mai 2014 Europaabgeordneter
- Susana Amador (* 1967), sozialistische Politikerin und Verwaltungsjuristin
- Rui Cardoso Martins (* 1967), Romanautor, Drehbuchautor, Journalist und Produzent